# Liste des évêques de Vérone

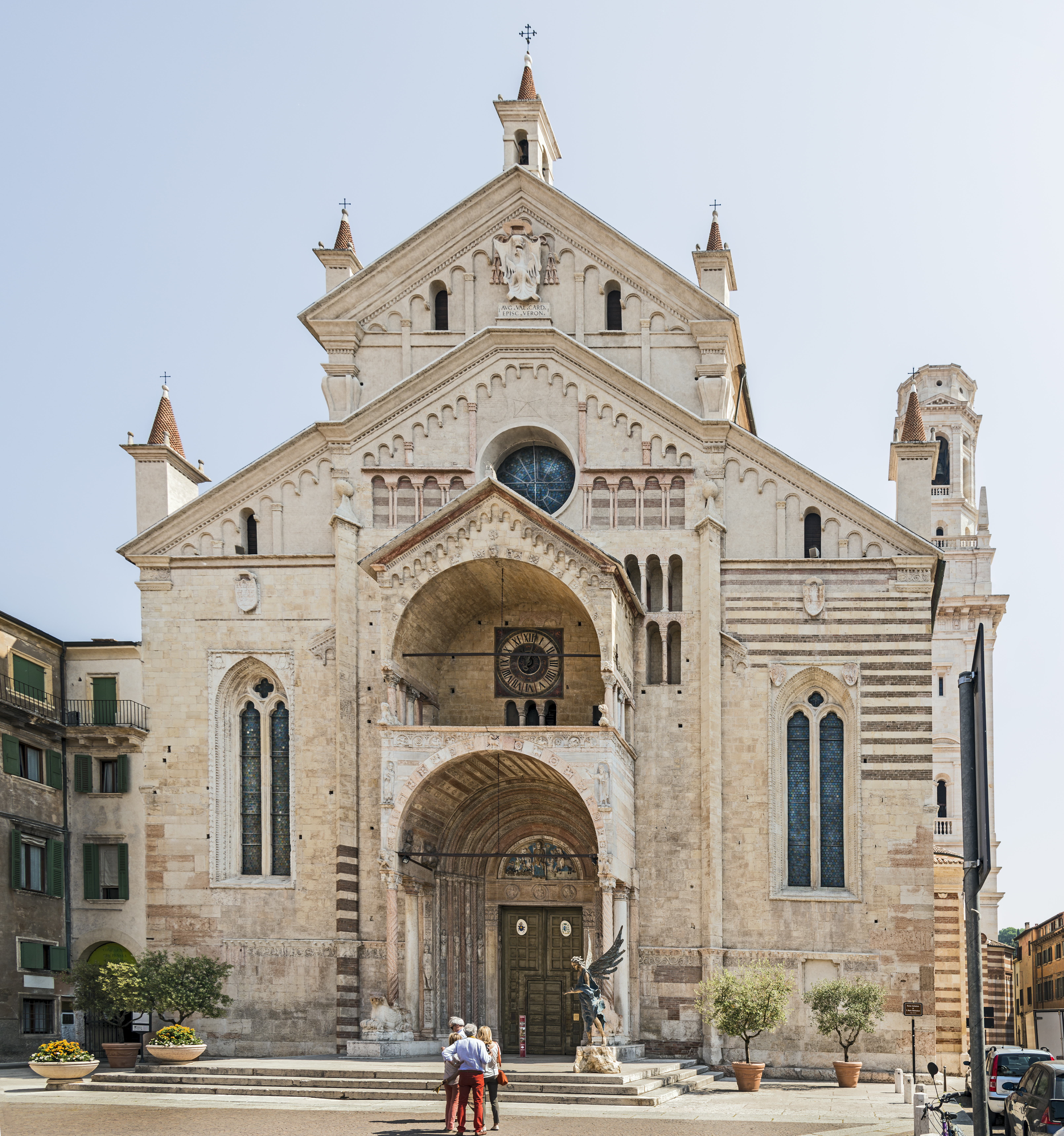
Cathédrale de Vérone.

Les évêques de Vérone sont attestés depuis le IIIe siècle. Le diocèse de Vérone (lat.: Dioecesis Veronensis) est un diocèse catholique en Italie avec siège à Vérone.
Il est aujourd'hui un suffragant du  patriarcat de Venise.

## Évêques
- St. Euprepius
- Dimidriano
- Simplice
- St. Procule
- Saturnino
- Lucillo
- Cricino
- Zénon (–371) (patron de Vérone)
- Agapito
- Lucio
- Siagrio
- Lupicino
- Petronio
- Innocent
- Montano
- Valente (?)
- Germain
- Félix
- Silvin
- Théodore
- Concesso Ier
- Verecondo
- Sénateur
- Solazio (?) (579)
- Junior (589 -591)
- Pierre
- Concesso II
- St. Mauro
- Romain
- Arborio
- Valente
- Clément
- Modeste
- Dominique (712–744)
- André (ou Alessandro)
- Sigibert
- Anno (–780)
- Égino
- Rathold (ou Radulph) (803–840)
- Notingo (840–844)
- Bilongo (846)
- Landeric (853)
- Audone (866)
- Adélard Ier (875–911)
- Notker (911–928)
- Hilduin (928–931)
- Rathier de Vérone (931–vers 950; 961–968)
- Milone (vers 950–961; 968–980)
- Ilderico (987–988)
- Otbert (992–1008)
- Hildebrand (1014)
- Jean (1016–1037)
- Gauthier (1037–1055)
- Tebaldo Ier (1055–1061/63)
- Adalbert (1063–1069?)
- Usuardo (1069–1072)
- Bruno (1072–1076/80)
- Sigebodo (1080–1092)
- Valbruno (1095)
- Wolftrigel (1096–1100/01)
- Ezelone (1101)
- Bertold (1102/04–1107)
- Zufeto? (1115?)
- Bernard (1124–1135)
- Tebaldo II (1135–1157)
- Omnebonus (1157–1185)
- Riprando (1185–1188)
- Adélard II (1188–1214)
- Norandino (1214–1224)
- Albert (1224–1225)
- Iacopo de Breganz (1225–1254)
- Gerardo Cossadoca (1255–1259)
- Manfredo Roberti (1260–1268)
- Aleardino (1268)
- Guido della Scala (1268–1270)
- Temidio (1275–1277)
- Bartolomeo Ier (1277–1290)
- Pietro Ier della Scala (BG) (1291–1295)
- Buonincontro (1295–1298)
- Teobaldo III (1298–1331)
- Nicolò (1331–1336)
- Bartolomeo II Della Scala (1336–1338)
- Matteo De Ribaldis (1343–1348)
- Pietro de Pino (1348–1349)
- Giovanni di Naso (1349–1350)
- Pietro II Della Scala (1350–1387)
- Adelardo III (1387–1388)
- Iacomo Rossi (1388–1406)
- Angelo Barbarigo (1406–1408)
- Guido Memo (1409–1438)
- Francesco Condulmer (1438–1453)
- Ermolao Barbaro (1453–1471)
- Giovanni Michiel (1471–1503)
  - Mattia Ugoni (1503)
- Marco Corner (1503–1524)
- Gian Matteo Giberti (1524–1543)
- Pietro Lippomano (1544–1548)
- Luigi Lippomano (1548–1558)
- Agostino Lippomano (1558–1559)
- Girolamo Trevisani (1561–1562)
- Bernardo Navagero (1562–1565)
- Agostino Valier (1565–1606)
- Alberto Valier (1606–1630)
- Marco Giustiniani (en) (1631–1649)
- Sebastiano Pisani Ier (1650–1668)
- Sebastiano Pisani II (1669–1690)
- Pietro Leoni (1690–1697)
- Giovanni Francesco Barbarigo (1697–1714)
- Marco Gradenigo (1714–1725)
- Francesco Trevisani (1725–1732)
- Giovanni Bragadino (1733–1758)
- Nicolò Antonio Giustiniani (1759–1772)
- Giovanni Morosini (1772–1789)
- Giovanni Andrea Avogadro (1790–1805)
- Innocenzo Maria Lirutti, O.S.B. (1807–1827)
- Giuseppe Grasser (1829–1839)
- Pietro Aurelio Mutti (1841–1851)
- Giuseppe Luigi Trevisanato (1852–1852)
- Benedetto Riccabona de Reinchenfels (1854–1861)
- Luigi di Canossa (1861–1900)
- Bartolomeo Bacilieri (1900–1923)
- Girolamo Cardinale (1923–1954)
- Andrea Pangrazio (1954-1955) (administrateur apostolique)
- Giovanni Urbani (1955–1958)
- Giuseppe Carraro (1958–1978), reconnu serviteur de Dieu par le pape François en juillet 2015
- Giuseppe Amari (1978–1992)
- Attilio Nicora (1992–1997)
- Andrea Veggio (1997-1998) (administrateur apostolique)
- Flavio Roberto Carraro, O.F.M. Cap. (1998–2007)
- Giuseppe Zenti (2007–2022)
- Domenico Pompili (it) (2022-)